# Raphaël-Albert Broyelle
Raphaël-Albert Broyelle, ou Raphaël Broyelle, né le 17 novembre 1882 à Paris où il est mort le 29 janvier 1952, est un peintre français.

## Biographie
Raphaël-Albert Broyelle est le fils de Mathilde Emelie Broyelle, couturière, puis reconnu lors du mariage en 1912 de son père Albert Marie Victor Poubel, peintre verrier.
Agé de 20 ans, il est artiste peintre verrier lors de son recrutement militaire.
Élève de Luc-Olivier Merson, Ferdinand Humbert, Léon Bonnat et Louis-Joseph-Raphaël Collin à l'École des Beaux-Arts de Paris, il expose au Salon à partir de 1910. Il devient sociétaire du  Salon des Artistes Français.
Mobilisé en 1914 lors de la première Guerre mondiale, il intègre le 4e régiment d'infanterie en décembre 1914, puis le 13e régiment d'artillerie en mai 1916. Il est nommé Caporal, puis Sergent en janvier 1918 dans une section de camouflage.
En 1921, il épouse Germaine Aimée Cholière.
Peintre de paysage, de nature morte et de portraits, il obtient une mention honorable en 1929, une médaille d'argent en 1931, le prix Justin Claverie en 1936, le 
prix Pillini en 1938, la médaille d'or en 1939, le prix Maurice Bompard en 1943 et le prix de l'Yser en 1948.
Il meurt à son domicile de la rue Brézin à l'âge de 69 ans.